# Gill (Armenia)
Gill (in armeno Ջիլ?
, conosciuto anche come Jil) è un comune dell'Armenia di 681 abitanti (2009) della provincia di Gegharkunik.